# Joseph Zähringer
Joseph Zähringer (15 de marzo de 1929 - 22 de julio de 1970) fue un físico alemán, especialista en el análisis isotópico de muestras minerales procedentes del espacio exterior. 

## Semblanza
Entre 1949 y 1954, Zähringer asistió a la Universidad de Fribourg, estudiando física, matemáticas, química y mineralogía. En 1955 pasó a ser asistente de la universidad y el año siguiente se trasladó al Laboratorio Nacional de Brookhaven en Upton, Nueva York. En 1958 se incorporó como asistente al Instituto Max Plank para la física nuclear, en Heidelberg, Alemania. Finalmente se convirtió en director del instituto en 1965. 
Sus contribuciones a la astronomía incluyen el estudio de los isótopos de gas en meteoritos y materiales lunares. En el laboratorio nacional de Brookhaven, Zähringer trabajó con el grupo de cosmoquímica del Dr. Oliver Schaeffer, aplicando técnicas de espectrometría de masas para estudiar los gases raros en meteoritos. Estos estudios estuvieron relacionados en gran medida con la determinación de los años de exposición de los meteoritos a los rayos cósmicos en el espacio exterior. Zähringer contribuyó bastante a la tecnología de espectrometría desde el Instituto de Max Planck en Heidelberg. Desde este periodo hasta su muerte, Zähringer colaboró con Schaeffer, que había fundado el departamento de ciencias espaciales y terrestres en la Stony Brook University. Esta colaboración incluyó trabajos en las misiones Apolo 11 y Apolo 12.

## Eponimia
- En 1976 la Unión Astronómica Internacional decidió en su honor llamar «Zähringer» a un astroblema lunar.[1][2]